# Alexandru Cordoș
Alexandru Cordoș (n. 1 iulie 1962, Câmpia Turzii, România) este un politician român, membru al Parlamentului României. A fost ales senator la alegerile legsilative din 2008, din partea Partidului Social Democrat.

## Biografie
Alexandru Cordoș a absolvit Academia de Studii Economice din București, în anul 1990, iar în 1997 a devenit licențiat al Facultății de Drept din cadrul Universității Babeș-Bolyai din Cluj-Napoca. A obținut mai multe diplome și atestate la cursuri de management și comerț internațional. A publicat 25 de lucrări de specialitate în diferite reviste științifice.
La nivel profesional, între 1990-1993 îndeplinește funcția de vicepreședinte al Consiliului de Administrației al cooperativei "Tricotajul" din Cluj-Napoca, iar din 1993 până în 2000 este președinte al aceleiași organizații. Între 1997-2000 a fost consilier de probațiune la Ministerul Justiției, în perioada 2001-2003 activează ca director în cadrul Prefecturii Cluj, iar din 2003 până în 2008 are funcția de director în Grupul Țiriac, la RMB Inter Auto. Între 1995-2001 este membru în Consiliul Național de Conducere al Cooperației Meșteșugărești, iar în intervalul 2001-2004 este membru în Biroul de Conducere al Asociației Patronilor din Cluj. Alexandru Cordoș este vicepreședinte al Asociației Culturale "Avram Iancu".
Prima poziție politică ocupată este cea de vicepreședinte al Organizației Municipale a PSD Cluj, deținută între anii 1994-2008; tot din 1994 până în prezent este membru al Consiliului Național al PSD. În perioada 2000-2004 este membru în Colegiul Central de Arbitraj al partidului, iar din 2008 până în prezent activează ca Președinte Executiv al Organizației Județene PSD Cluj.
Între 2004-2008 ocupă funcția publică de consilier local la Cluj-Napoca, iar în 2008 este ales senator, pe colegiul uninominal 4, circumscripția electorală 13, Cluj. Din septembrie 2010 până în prezent este Vicelider al Grupului Parlamentar PSD din Senat. Deține de asemenea si poziția de Chestor în Biroul Permanent al Senatului, secretar la Comisia pentru muncă, familie și protecție socială, membru în Comisia pentru cercetarea abuzurilor, combaterea corupției și petiții, precum și în Grupurile de Prietenie cu parlamentele din Letonia, Coreea și Suedia.
În 2015 Alexandru Cordoș a fost pus sub urmărire penală, fiind acuzat de trafic de influență în formă continuată. Ulterior, DNA Cluj a precizat că Alexandru Cordoș a fost scos de sub acuzare în toate cele trei dosare, în unele pentru că nu s-a putut proba că ar fi fost implicat sau pentru că faptele nu există.
La 12 martie 2016, soția lui Cordoș, Mihaela, a fost condamnată de Tribunalul Cluj la o pedeapsă de trei ani și șase luni de închisoare cu executare pentru trafic de influență și doi ani interzicerea unor drepturi, sentința nefiind definitivă. Ulterior, soția lui Cordoș a fost condamnată la închisoare cu suspendare.
Alexandru Cordoș este noul președinte al PSD Cluj, numit de CEx, odată cu numirea lui Vasile Dâncu în funcția de președinte al Consiliului Național al PSD.